# 世良田村
世良田村（せらだむら）は群馬県の東部、新田郡に属していた村。

## 地理
- 河川：利根川

## 歴史
- 1889年（明治22年）4月1日 - 町村制施行により世良田村，小角田村，徳川村，出塚村，粕川村，上矢島村，西今井村，三ッ木村，女塚村，米岡村，平塚村，境村の一部が合併して新田郡世良田村が成立
- 1925年（大正14年）1月18日 - 多数の村民が水平社同人を襲撃する世良田村事件が発生[1]。
- 1957年（昭和32年）11月1日 - 尾島町と境町へ分割編入され消滅。
  - 世良田，小角田，徳川，粕川，出塚 → 尾島町
  - 上矢島，西今井，三ッ木，女塚，米岡，平塚，境 → 境町
- 2005年（平成17年）1月1日 - 境町が伊勢崎市，赤堀町，東村と合併して伊勢崎市となる。
- 2005年（平成17年）3月28日 - 尾島町が太田市，新田町，藪塚本町と合併して太田市となる。

## 交通

### 鉄道
- 東武伊勢崎線
  - 世良田駅
- 東武徳川河岸線（1968年（昭和43年）廃止）
  - （貨）徳川河岸駅 - （貨）平塚河岸駅

## 名所・旧跡
- 世良田東照宮